# Walter Justus Jeep
Walter Justus Jeep (* 13. April 1878 in Bad Harzburg; † 5. Februar 1964 in Bremen) war ein evangelischer Pfarrer und 1932/33 hoher Kirchenfunktionär der Inneren Mission. Als solcher spielte er eine Rolle im Kirchenkampf.

## Leben
Geboren wurde Jeep als zweites von fünf Kindern des Rudolf Anton Jeep (Superintendent in Holzminden/Weser, Bruder des Ludwig Jeep) und seiner Ehefrau Elisabeth Delius. Er besuchte das Gymnasium in Holzminden und studierte ab 1896 in Greifswald, sodann in  Tübingen und Berlin evangelische Theologuie. 1900 legte er  sein erstes theologisches Examen in Wolfenbüttel ab.
1902 kam er als Kandidat an die staatl. Fürsorgeerziehungsanstalt in Bevern. 1904 legte er sein zweites theologisches Examen in Wolfenbüttel ab und wurde 1909 Pfarrer in Vorsfelde/Aller. 1922 wurde Vereinsgeistlicher beim Evangelischen Verein für Innere Mission in Braunschweig. 1927 erhielt er die Ehrenpromotion durch die Theologische Fakultät der Universität Rostock (bei Friedrich Brunstädt), ab 22. April 1932 war er Erster Direktor im Central-Ausschuss für die Innere Mission als Nachfolger von Gerhard Füllkrug. Zum 1. Mai 1933 trat er in die NSDAP ein (Mitgliedsnummer 2.637.430). Er war Mitglied der Jungreformatorischen Bewegung. Am 19. Oktober 1933 schied er aus dem Central-Ausschuss für die Innere Mission aus; sein Nachfolger wurde Horst Schirmacher von den Deutschen Christen. Er wurde dann kurzzeitig Reichsgeschäftsführer der Evangelischen Reichsfrauenhilfe in Potsdam als Nachfolger von Hans Hermenau, der 1933 ausgetreten war, und Vorgänger von K. Lohmann, der am 18. Februar 1934 eintrat.
Ab 1. April 1934 war Jeep Pfarrer in Bremen an der Liebfrauenkirche (Unser Lieben Frauen). Sein Ausschluss aus der NSDAP erfolgte am 30. November 1934 aufgrund eines Parteigerichtsverfahrens, in dem Otto Heider als Präsident und Heinrich Weidemann, Landesbischof der Landeskirche Bremen, beide Deutsche Christen, als Gutachter tätig waren. Seine Wiederaufnahme in die Partei erfolgte am 19. Mai 1935. Ab 1936 war Verhandlungsführer im Vertrauensausschuss der „Kirchlichen Arbeitsgemeinschaft Bremens“ und ab 1937 Mitglied des „Wittenberger Bundes“.
Zum 30. September 1945 trat er in den Ruhestand in Bremen ein.